# Prévenu en procédure pénale
Un prévenu, en procédure pénale, est une personne suspectée ou accusée d'avoir commis une infraction.
Dans le cas d'un crime, on parle en France d'un accusé.

## Par pays

### Canada
Dans le Code criminel canadien, la distinction entre les mots prévenu et accusé n'est pas toujours très nette car le mot prévenu est parfois utilisé pour traduire le mot anglais accused, par exemple à l'article 493 C.cr.. Cette disposition définit le mot prévenu de la façon suivante : 

« prévenu s’entend notamment :
a) d’une personne à laquelle un agent de la paix a délivré une citation à comparaître en vertu de l’article 497;
b) d’une personne arrêtée pour infraction criminelle. (accused) »

Toutefois, puisque les actes d'accusation sont réservés aux personnes qui doivent subir un procès devant juge avec jury (art. 574 C.cr.) ou un procès devant juge seul (art. 566 C.cr.),, tandis que les individus qui ont leur procès devant le juge de la Cour provinciale sont poursuivis par dénonciation (sans acte d'accusation), le mot prévenu a dans les faits une connotation plus large que le mot accusé, car les prévenus sont toutes les personnes arrêtées pour une infraction criminelle ou toutes les personnes à qui on a délivré une citation à comparaître.

### France
En droit français, le prévenu est la personne, physique ou morale, faisant l'objet des poursuites judiciaires – pour une contravention ou un délit – devant un tribunal correctionnel ou devant un tribunal de police, après ordonnance de renvoi de la juridiction d'instruction (juge ou chambre).
Devant une cour d'assises, la personne poursuivie – pour un crime – est « la personne mise en examen » avant la clôture de l'instruction et l'« accusé » après l'ordonnance de mise en accusation et en attendant le procès.

### Suisse
En droit suisse, le prévenu est une personne soupçonnée, prévenue ou accusée d'avoir commis une infraction.
Une personne peut être prévenue à la suite d'une plainte, d'une dénonciation ou d'un acte de procédure d'une autorité pénale.
Le prévenu doit donner son identité, mais il n'a pas l'obligation de répondre à d'autres questions et a des droits.